# Aeroporto Internacional de Lárnaca
Aeroporto Internacional de Lárnaca (em grego:  Διεθνής Aερολιμένας Λάρνακας Diethnís Aeroliménas Lárnakas; em turco:  Larnaka Uluslararası Havaalanı) (IATA: LCA, ICAO: LCLK) é um aeroporto internacional localizado a 4 km a sudoeste da cidade de Lárnaca, no Chipre. O Aeroporto Internacional de Lárnaca é a principal entrada de visitantes internacionais no país e o maior dos dois aeroportos comerciais do Chipre, sendo o outro o Aeroporto Internacional de Pafos, na costa sudoeste da ilha.